# Mândra
Mândra (ungerska: Mundra, tyska: Maindre eller Kladendorf) är en by i länet Brașov i centrala Rumänien. Mândra hade 1 076 invånare år 2011.

## Personer från Mândra
- Horia Sima (1906–1993), rumänsk politiker